# Прасат Суор Прат

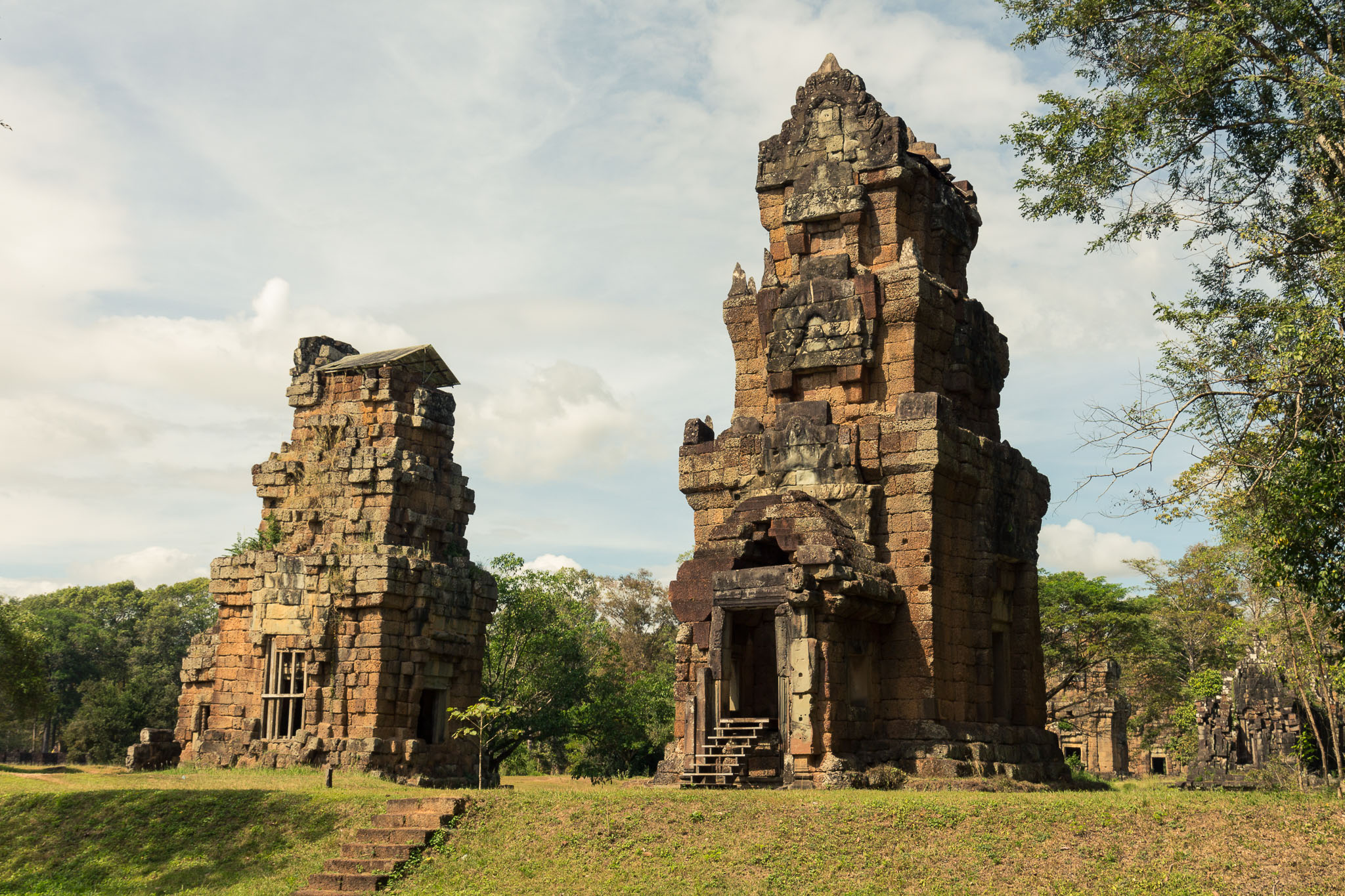
Прасат Суор Прат

Прасат Суор Прат (кхмер. ប្រាសាទសួ ព្រ័ត) — группа из двенадцати башен в Ангкор-Тхоме в Камбодже. Десять башен выровнены по линии север-юг и образуют восточную границу Королевской площади. Они разделены на две группы по пять башен, и разделяются дорогой, ведущей к Воротам Победы. Две другие башни несколько смещены на восток и поставлены друг против друга вдоль дороги. Входы во все башни обращены в сторону площади. Длинная терраса из латерита шириной 10 м соединяет храмы и ведёт к каждому прасату.
Башни построены из латерита в XIII в. во времена правления Индравармана II. Дверные перемычки и фронтоны сделаны из песчаника. Сверху храмы венчают два яруса с антефиксами в виде нагов. Башни состоят из портика и прямоугольного зала, освещаемого через большие окна, расположенные с трёх сторон.
В соответствии с популярной легендой, башни использовались канатоходцами, перемещавшимися между башен по натянутым тросам. Отсюда и современное название — «Башни танцоров-канатоходцев». В свою очередь Чжоу Дагуань утверждал, что при решении гражданских споров противоборствующие стороны помещались в разные башни, а по прошествии нескольких дней, у неправых должны были появиться признаки каких-нибудь болезней. В связи с тем, что башни обращены в сторону Королевской площади, некоторые учёные выдвинули ещё одну версию, что башни были смотровыми площадками для высокопоставленных лиц и послов во время праздничных мероприятий и парадов. Однако настоящее предназначение этих башен до сих пор остаётся спорным.